# Ференц Вечей
Ференц Вечей (також Франц фон Вечей, угор. Vecsey Ferenc, нім. Franz von Vecsey; 23 березня 1893, Будапешт — 5 квітня 1935, Рим) — угорський скрипаль і композитор.

## Біографія
Народився у музичній сім'ї, батько грав на скрипці, а мати на фортепіано. З дитячих років займався музикою під керівництвом батьків, у восьмирічному віці почав займатися у Єне Хубаї — спершу приватно, а потім у Будапештській академії музики. У 1899 році вперше виступив публічно, в 1903 році відправився з гастрольною поїздкою до Берліна, де дав 15 концертів і був представлений Йозефу Йоахіму, під керівництвом якого завершив свою виконавську освіту. Надалі вивчав композицію у Пауля Юона.
Як скрипаль-вундеркінд гастролював всією Європою, а також на Далекому Сході і в США. У 1906 році в ході гастролей Іспанією та Португалією виступав в дуеті з Бела Бартоком. У 1911 році разом зі своїм учителем Хубаї і Ернстом Донаньї виступив з концертами в Римі в рамках презентації угорського музичного мистецтва. З цього часу почалася любов Ференца до Італії; урешті-решт він одружився з італійською графинею Джульєттою Бальдескі й влаштувався спершу в її маєток в Перуджі, а після 1926 року в Венеції. Після Першої світової війни скрипаль помітно скоротив свій гастрольний графік, більше займаючись композицією і припускаючи надалі переключитися на диригування. Планам цим, однак, не судилося здійснитися: у Ференца була діагностована легенева емболія, і він помер після невдало проведеної операції.

## Творчість
Композиторська спадщина Ференца Вечея включає близько 30 невеликих п'єс для скрипки і фортепіано, з яких найбільш відомою залишився Сумний вальс (фр. Valse triste; 1913): його записали Артюр Грюмьо, Альберт Марков, Вільмош Сабаді, Дьордь Цифра (у власному перекладенні для фортепіано соло).
Вечею присвячений концерт для скрипки з оркестром Яна Сібеліуса (1905), що стало почасти результатом непорозуміння: спочатку Сібеліус присвятив свій твір скрипалеві Віллі Бурместеру, якого хотів бачити його першим виконавцем, однак концертний графік не дозволив Бурместеру брати участь у прем'єрі, і підсумкову редакцію концерту вперше виконав Карл Халір; Бурместер образився і заявив, що ніколи не буде виконувати концерт, і Сібеліусу довелося зняти початкове посвячення. Вечей вперше виконав цей надзвичайно складний твір роком пізніше, у віці 13 років.